# Крістіан Ільцер
Крістіан Ільцер (нім. Christian Ilzer, нар. 21 жовтня 1977, Пух-бай-Вайц) — австрійський футбольний тренер. З 2020 року очолює тренерський штаб команди «Штурм» (Грац).

## Життєпис
29 травня 2019 року Ільцер був призначений головним тренером «Аустрії» (Відень) на сезон 2019/20.
З липня 2020 року очолює тренерський штаб команди «Штурм» (Грац).

## Титули і досягнення
- Володар Кубка Австрії (2):

«Штурм»: 2022-23, 2023-24
- Чемпіон Австрії (1):

«Штурм»: 2023-24